# Союз ТМА-19
«Союз ТМА-19» — российский пилотируемый космический корабль, на котором осуществлялся пилотируемый полёт к международной космической станции. Двадцать третий полёт космического аппарата серии «Союз» к МКС. Экипаж корабля входил в состав 24-й и 25-й долговременных экспедиций.

## Экипаж
Экипаж старта и посадки
- (ФКА) Фёдор Юрчихин (3-й космический полёт) — командир экипажа.
- (НАСА) Даглас Уилок (2) — бортинженер.
- (НАСА) Шеннон Уокер (1) — бортинженер.

Дублирующий экипаж
- (ФКА) Дмитрий Кондратьев — командир экипажа.
- (НАСА) Кэтрин Коулман (2) — бортинженер.
- (ЕКА) Паоло Несполи (1) — бортинженер.

## Хронология полёта

### События
- 16 июня 2010 года в 01:35 мск — старт корабля
- 18 июня 2010 года в 02:21 мск — стыковка с МКС
- 29 июня 2010 года — перестыковка. «Союз ТМА-19» отстыковался от служебного модуля «Звезда» российского сегмента Международной космической станции и совершил получасовой перелёт на новый модуль «Рассвет» с которым совершена стыковка впервые[4].
- 18 ноября 2010 года Роскосмос принял решение о переносе даты посадки корабля с 30 на 26 ноября 2010 из-за закрытия воздушного пространства Казахстана, в связи с проведением саммита ОБСЕ[5].
- 26 ноября 2010 года корабль в 4:23 мск отстыковался от МКС и в 7:46 мск приземлился в районе г. Аркалык[6].